# Відкриття гравітаційних хвиль
11 лютого 2016 року було оголошено про експериментальне відкриття гравітаційних хвиль. 14 вересня 2015 обсерваторіями LIGO та VIRGO. До цього гравітаційні хвилі  спостерігалася лише побічно, через їх вплив на періоди пульсарів у подвійних системах. Форма сигналу, спостережена обома обсерваторіями, збігається з передбаченою загальною теорією відносності для гравітаційної хвилі, що походить зі спіралеподібного руху, злиття і завершального об'єднання двох чорних дір в одну. Сигнал отримав назву GW150914 (тобто «Gravitational Wave 2015-09-14» — «Гравітаційна хвиля 2015-09-14»). Це також було першим спостереженням процесу злиття двох чорних дір в одну і доводить, що системи подвійних чорних дір зіркової маси існують і що такі злиття могли вже трапитися.
Це перше спостереження було повідомлено у всьому світі як чудове досягнення з багатьох причин. Зусилля безпосередньо довести існування таких хвиль здійснюється впродовж уже понад п'ятдесяти років, але ці хвилі настільки мізерні, що Альберт Ейнштейн сумнівався, що їх коли-небудь вдасться виявити. Хвилі, що з'явилися внаслідок катаклізму злиття GW150914, досягли Землі як брижі в просторі-часі, які змінили довжину чотирикілометрового рукава LIGO на одну десятитисячну частку ширини протона, що є пропорційно еквівалентно зміні відстані до найближчої зірки за межами сонячної системи до ширини волоска. Енергія, яка вивільнилася під час завершальної частки секунди події, була величезною — еквівалентною приблизно трьом масам Сонця. Вона перетворилася на гравітаційні хвилі менш ніж за половину секунди і випромінювалася з піковою швидкістю близько 3,6 × 1049 Вт — рівень, що перевищує об'єднану потужність усього світла, випромінюваного усіма зірками в спостережуваній частині всесвіту.
Спостереження було проголошено як підтвердження останнього неперевіреного передбачення загальної теорії відносності, що залишилося перевірити, і як перевірка цих гіпотетичних очікувань щодо спотворення простору-часу в контексті великомасштабних космічних подій (відомі як передбачення або тести загальної теорії відносності), а також таким, що відкриває нову еру гравітаційно-хвильової астрономії. Це дає змогу досліджувати катастрофічні астрофізичні події, неспостережувані досі, а також безпосередньо спостерігати дуже ранню історію всесвіту перед тим, як спостереження на основі світла, радіо та інших електромагнітних хвиль стали б можливими.

## Гравітаційні хвилі
Гравітаційні хвилі були вперше передбачені у 1916 році Альбертом Ейнштейном на основі його загальної теорії відносності. Ця теорія інтерпретує гравітацію як наслідок викривлень простору-часу, викликаних масою. Тому Ейнштейн також передбачив, що події в космосі викличуть «брижі» в просторі-часі — спотворення самого простору, що поширюватимуться назовні, однак у такому крихітному розмірі, що це буде практично неможливо помітити за допомогою будь-якої технології, передбаченої для того часу. Було також передбачено, що об'єкти, які рухаються орбітою, втрачатимуть енергію з цієї причини (унаслідок закону збереження енергії), а якась енергія виділятиметься у вигляді гравітаційних хвиль, хоча до такої міри мікроскопічно крихітних, що буде просто незначною у більшості випадків, окрім найжорстокіших або великомасштабних.
Один випадок, для якого теоретично розраховані найпомітніші гравітаційні хвилі, — це остаточні миттєвості перед злиттям двох компактних об'єктів, як-от нейтронні зірки або чорні діри. Упродовж мільйонів років подвійні нейтронні зірки і подвійні чорні діри втрачають енергію, здебільшого за рахунок слабких гравітаційних хвиль і спіралеподібного орбітального зближення у напрямку один до одного. Близько самого завершення цього процесу два об'єкти досягнуть критичної швидкості і значна частина їхньої маси перетвориться на гравітаційну енергію в остаточній частці секунди перед їхнім злиттям. Це спричинить гравітаційні хвилі в межах досяжності наукового виявлення. Однак, перш ніж відбудеться остаточне злиття, швидкість втрати енергії може бути настільки повільною, що вчені також не були абсолютно впевнені, чи могли такі види злиття взагалі відбутися за час 13,8 млрд років існування Всесвіту.
В липні 2023 року, під час віртуального прес-брифінгу на 242-й зустрічі Американського астрономічного товариства, дослідниками з Північно-Західного університету (США) були представлені матеріали дослідження за результатами яких, гравітаційні хвилі можна шукати в новій, несподіваній і зовсім недослідженій області: бурхливих, енергійних коконах уламків, які оточують вмираючі масивні зірки.

## Спостереження
Спостереження можуть проводитися або побічно (шляхом спостереження ефектів хвиль на далеких об'єктах, і виводячи з них ймовірну причину), або безпосередньо (шляхом виявлення і спостереження за наслідками хвиль, що діють на інструментах на Землі або на космічних апаратах, таких як LISA).

### Непрямі спостереження
Непрямі свідчення гравітаційних хвиль були вперше виявлені в 1974 році через рух системи подвійної нейтронної зірки PSR B1913+16, у якій одна із зірок — це пульсар, що випромінює точно синхронізовані радіочастотні імпульси. Рассел Галс і Джозеф Тейлор, що виявили зірки, також показали, що протягом довгого часу частота імпульсів скорочується і що зірки рухаються поступово по спіралі у напрямку одна до одної із втратами енергії, що узгоджуються з передбаченою енергією, випромінюваною гравітаційними хвилями. За цю роботу Галс і Тейлор отримали у 1993 Нобелівську премію з фізики. Подальші спостереження цього пульсара та інших у кількох системах також узгоджуються із загальною теорією відносності.

### Прямі спостереження (LIGO)
Прямі спостереження продовжували розчаровувати протягом багатьох десятиліть через незначний ефект, який необхідно було виявити і відділити від фону вібрації, яка присутня скрізь на Землі. Метод під назвою інтерферометрія було запропоновано в 1960-х роках і врешті-решт технологія розвинулася достатньо, щоб зробити його застосування правдоподібним.
За такого підходу лазерний промінь розщеплюється на два, і два окремі променя поєднуються знову після проходження різними шляхами. Зміни в відстані або в часі проходження для двох роздільних пучків перед досягненням точки об'єднання можна виявити як «биття», і цей метод дуже чутливий до крихітних змін у пройденій відстані або часі. У теорії інтерферометр із рукавами близько 4 км завдовжки має бути здатний виявити зміни простору-часу, незначну частину від розміру одного атома, як гравітаційну хвилю, що пройшла через Землю, хоча цей ефект неможливо виміряти жодним іншим інструментом (хіба що іншим інтерферометром такого ж розміру, як-от VIRGO, GEO 600 або запланованими детекторами INDIGO). На практиці необхідно буде мати принаймні два інтерферометри, оскільки будь-яка гравітаційна хвиля буде виявлена на них обох, але інші види перешкод, як правило, не будуть присутніми на обох, дозволяючи відрізнити шуканий сигнал від інших шумів. Цей проект був урешті-решт заснований в 1992 році під назвою LIGO («лазерний інтерферометр гравітаційно-хвильової обсерваторії»). Оригінальні інструменти (початкова LIGO) були оновлені в період з 2010 по 2015 рр. (до покращеної LIGO), даючи приблизно десятикратне збільшення щодо їхньої первісної чутливості.
LIGO використовує одночасно дві гравітаційно-хвильові обсерваторії, розташовані в 3,002 км одна від одної: обсерваторію LIGO Livingston (30° 33' 46,42" півн. ш., 90° 46' 27.27" зах. д.) у Лівінгстоні, штат Луїзіана, і обсерваторію LIGO Hanford, на місці Генфордського комплексу (46° 27' 18.52" півн. ш., 119° 24' 27.56" зах. д.) біля Річленду у штаті Вашингтон (США). Крихітні зрушення в довжині їхніх рукавів постійно порівнюють і значні шаблони, які нібито виникають синхронно, підлягають дослідженню: чи дійсно виявлено гравітаційну хвилю, чи, може, існувала яка-небудь інша причина, яка спричинила збурення.
Початкові сеанси роботи LIGO між 2002 і 2010 рр. не виявили жодних статистично значущих подій, які могли б бути підтверджені як гравітаційні хвилі. Це супроводжувалося багаторічним припиненням роботи, поки детектори замінювали на значно покращені версії «Вдосконалена LIGO» У лютому 2015 р. два вдосконалені детектори були введені в робочий режим із формальними науковими спостереженнями, запланованими на 18 вересня 2015 року.
Під час розробки і початкових спостережень LIGO було здійснено кілька «сліпих ін'єкцій» штучних сигналів гравітаційних хвиль, щоб протестувати здатність дослідників виявити такі сигнали. Щоб захистити ефективність сліпих ін'єкцій, лише чотирьом вченим LIGO повідомили, коли відбувалися такі ін'єкції, і ця інформація розкривалася тільки після того, як сигнал був ретельно проаналізований дослідниками. Однак жодних таких тестів у вересні 2015 року, коли сталася GW150914, не відбувалося.

## Подія GW150914

### Виявлення події
Хвиля GW150914 була виявлена детекторами LIGO в Генфорді (штат Вашингтон), і в Лівінгстоні (штат Луїзіана) (США), о 9:50:45 UTC 14 вересня 2015. Сигнал, ймовірно, прийшов з Південної небесної півкулі, в приблизному напрямку (але набагато далі) Магелланових хмар. Детектори працюють в «технічному режимі», це означає, що вони були повністю працездатними, але ще не почалася офіційна фаза «дослідження» (яка мала початися через 3 дні 18 вересня), тому спочатку виникло питання чи був сигнал реальним, чи змодельованими даними для цілей тестування, перед тим, як було зазначено, що тестів не відбувалося.
Сигнал лінійної частотної модуляції тривав більше 0,2 секунди, і збільшився в частоті і амплітуді за приблизно 8 циклів від 35 Гц до 150 Гц (сигнал належить до чутного діапазону і був описаний як схожий на «щебетання» пташок, астрофізики всього світу схвильовано імітували сигнал на соціальних медіа, повідомляючи про його виявлення).
Тригер, що вказував на можливе виявлення, був зареєстрований протягом трьох хвилин з часу виявлення сигналу, використовуючи методи пошуку з низькою затримкою, які забезпечують швидкий, попередній аналіз даних з детекторів Трубопровід, який здійснив виявлення, виконав групу аналізів «когерентних хвилезбору» (CWB) в LIGO/VIRGO. Після початкового автоматичного оповіщення в 09:54 UTC, послідовність внутрішніх листів підтвердила, що жодної планової або позапланової ін'єкції[куди?] не було зроблено, і що дані виглядали чистими. Після цього, інша частина співробітників була швидко ознайомлена про попереднє виявлення і його параметри.
Більш детальний статистичний аналіз сигналу, і дані за 16 днів, що охоплювали діапазон з 12 вересня по 20 жовтня 2015 року, визначили GW150914 як реальну подію, зі значимістю понад 5,1 сигма або з довірчим діапазоном понад 99,99994 %. Відповідні хвильові піки були помічені в Лівінгстоні за сім мілісекунд, перш ніж вони прибули в Геннфорд. Гравітаційні хвилі поширювались зі швидкістю світла, а невідповідності узгоджувались з часом проходження світла між двома місцями. Хвилі пройшли зі швидкістю світла більш ніж за мільярд років.
Під час події детектор гравітаційних хвиль гравітаційно хвильовий детектор VIRGO поблизу Пізи (Італія) був відімкнутий через встановлення нової версії програмного забезпечення. Якби він був в робочому стані, то, швидше за все, був би достатньо чутливим, щоб також виявити сигнал та допомогти у пошуках джерела цих хвиль. GEO600 (недалеко від Ганновера в Німеччині) не був достатньо чутливим, щоб виявити сигнал. Отже, жоден з цих детекторів не зміг підтвердити сигнал, виміряний детекторами LIGO.

### Астрофізичне походження
Ця подія відбулася на світловій відстані 410+160
−180 мегапарсек (визначається амплітудою сигналу) або на відстані 1.3 ± 0.6 млрд світлових років, що відповідає космологічному червоному зміщенню 0.09+0.03
−0.04 (достеменно вірний інтервал 90 %). Аналіз сигналу поряд з передбачуваним червоним зсувом дозволив припустити, що він виник в результаті злиття двох чорних дір з масами 36+5
−4 рази і 29 ± 4 рази більших за масу Сонця, з отриманою в результаті злиття єдиною чорною дірою з масою 62 ± 4 сонячних мас. Різниця у цих числах 3.0±0.5 сонячних мас була еквівалентна енергії, яка була випромінена у вигляді гравітаційних хвиль.
Протягом останніх 20 мілісекунд злиття, потужність випромінюваних гравітаційних хвиль досягло близько 3.6× 1049 Вт — в 50 разів більше, ніж енергія всього світла, випромінюваного всіма зірками в спостережуваному Всесвіті.
Протягом тривалості у 0.2 секунди виявленого сигналу, відносна тангенціальна (орбітальна) швидкість чорних дір зросла з 30 % до 60 % від швидкості світла. Орбітальна частота 75 Гц (половина гравітаційної частоти хвилі) означає, що об'єкти оберталися навколо одне одного на відстані всього 350 км перед злиттям. Фазові зміни поляризації сигналу дозволили обчислити орбітальну частоту об'єктів, а взяті разом з амплітудою і малюнком сигналу, дозволили обчислити їхню масу і, отже, їхні крайні остаточні швидкості і орбітальне відділення (відстань одне від одного), коли вони об'єднались. Ця інформація показала, що об'єкти мали були чорними дірами, тому що будь-який інший вид відомих об'єктів з цими масами були б фізично більшими, і отже, об'єднані до цього моменту, або не досягнули б таких швидкостей на такій маленькій орбіті. Максимальна спостережувана маса нейтронної зірки складається з двох сонячних мас, з консервативною верхньою межею для маси стабільної нейтронної зірки у розмірі трьох сонячних мас, дає зрозуміти, що пара нейтронних зірок не може мати достатню масу для зареєстрованого злиття (окрім екзотичних альтернатив, наприклад, гіпотетичні бозонові зірки), в той час, як пара з чорної діри і нейтронної зірки об'єдналася б раніше, що дало б більш низьку остаточну орбітальну частоту.
Розпад сигналу, після того, як він досяг піку, узгоджується зі згасаючими коливаннями чорної діри, що приймає остаточну форму об'єднаної конфігурації. Хоча спіралеподібний рух компактних подвійних зірок може бути описаний також з постньютонівських розрахунків, етап злиття сильного гравітаційного поля може бути розв'язаний тільки в повній загальності великомасштабних методів моделювання чисельної відносності.
Об'єкт, що утворився після злиття, вважається чорною дірою, що обертається, зі спіном параметром 0.67+0.05
−0.07, тобто один з 2/3 від максимально можливого моменту обертання для його маси.

### Місцерозташування на небесній сфері
Інструменти для виявлення гравітаційних хвиль — це монітори цілого неба з невеликою здатністю розділяти сигнали у просторі. Потрібна мережа таких приладів, щоб визначити місцезнаходження джерела на небі через метод тріангуляції. Маючи тільки два інструменти в робочому режимі, місце розташування джерела GW150914 могло бути обмежене тільки дугою на небі. Це було зроблено за допомогою аналізу 6.9+0.5
−0.4 мсек часу затримки, разом з амплітудою і узгодженістю фаз між двома датчиками. Цей аналіз надав довірчий регіон 140 град2 (з ймовірністю 50 %) або 590 град2 (з ймовірністю 90 %), розташований в основному в Південній небесній півкулі, в грубому напрямку (але набагато далі ніж знаходяться) Магелланові Хмари.

### Одночасне спостереження гамма-випромінювання
Інструмент стеження за спалахами гамма-випромінювання на орбітальній гамма-обсерваторії Фермі виявив слабкий сплеск гамма-випромінювання більш, ніж 50 кеВ, який почався на 0,4 секунди пізніше від виявлення LIGO і мав позиційну область невизначеності, що перетинається з областю спостереження LIGO. Хоча до кінця не зрозуміло, чи справді ці два спостереження походять з однієї і тої ж події або подія, виявлена обсерваторією Фермі є шумом, команда Фермі обрахувала ймовірність 0,22 %, що ці два спостереження можуть бути збігом.
Однак спостереження з використанням телескопу INTEGRAL — інструментом, що спостерігає за всім небом, показують, що кількість енергії в гамма-випромінюванні і жорсткого рентгенівського випромінюванні від цієї події була меншою, ніж одна мільйонна частка енергії, випромінюваної в вигляді гравітаційних хвиль, що означає, що «ця межа виключає можливість того, що ця подія пов'язана зі значним гамма-випромінюванням, спрямованим в бік спостерігача».
Вважалося, що злиття чорних дір такого типу, що спричинили гравітаційні хвилі, не мало б випромінювати гамма-сплески, оскільки зоряна маса подвійної чорної діри не мала б мати великої кількості орбітальної речовини. Авраам Лоеб припустив, що якщо масивна зірка швидко обертається, відцентрова сила, що створюється в процесі її розпаду, призведе до утворення обертового стрижня, який розбивається на два щільні згустки матерії з конфігурацією у формі гантелі, що формує подвійну чорну діру і, в кінці злиття зірок, цей процес запускає гамма-сплеск. Лоеб передбачає, що затримка у 0,4 секунди — це час, який знадобився гамма-сплеску, щоб перетнути зірку, у порівнянні з гравітаційними хвилями..

### Подальші спостереження
Реконструйований простір, в якому мало б знаходитись джерело, був мішенню подальших спостережень, що охоплюють радіохвилі, видиме світло, ближнє інфрачервоне, рентгенівське і гамма-випромінювання поряд з пошуками відповідних нейтрино.
Пошук відповідних нейтрино було проведено телескопом ANTARES і обсерваторією IceCube Neutrino. Телескопом ANTARES не виявлено кандидатів нейтрино в межах ± 500 секунд від події GW150914. Обсерваторією IceCube виявлено три кандидатури нейтрино в межах ±500 секунд від події GW150914. Одна подія була виявлена в південному небі і дві в північному небі. Це узгоджувалося з очікуваним рівнем фонового виявлення. Жоден з кандидатів не був сумісним з 90 % площі достовірності простору події злиття.. Хоча жодних нейтрино не було виявлено, відсутність таких спостережень задала обмеження на нейтринне випромінювання від цього виду події гравітаційних хвиль.
Спостереження космічним апаратом Swift призначеному для виявлення гамма-сплесків у сусідніх галактиках в області виявлення, через два дні після події, не виявили будь-яких нових рентгенівських променів, видимого світла або джерел ультрафіолету.

### Оголошення
Анонс виявлення зроблено 11 лютого 2016 року на прес-конференції у Вашингтоні, округ Колумбія, Девідом Рейтце, виконавчим директором LIGO, включаючи інших представників LIGO— Ґабріелу Ґонзалес, Рейнера Вейса і Кіпа Торна і директора Національного наукового фонду Френс Кордову.
Документ первинного оголошення був опублікований під час прес-конференції у журналі Physical Review Letters, з подальшими документами або опублікованими незабаром або відразу доступними у вигляді препринтів. Відразу після прес-конференції, Беррі Беріш презентував наукові результати спільноті фізиків в CERNі в Женеві (Швейцарія).

## Наслідки

### Для астрофізики і космології

#### Очікування для виявлення майбутніх бінарного злиття подій
Advanced LIGO прогнозується виявити ще п'ять чорних дір злиттів як GW150914 в своїй наступній кампанії спостережень, а потім 40 подвійних зоряних злиття щороку, на додаток до невідомої кількості екзотичних гравітаційних джерел хвиль, деякі з яких не може бути розгадані сучасною теорією.
Плановані поновлення, як очікується, подвоїти відношення сигнал-шум, розширення обсягу простору, в якому події, як GW150914 може бути виявлений в десять разів. Крім того, Advanced Діва, KAGRA, а можливо третій детектор LIGO в Індії буде розширити мережу і значно поліпшити реконструкцію позиції і оцінювання параметрів джерел.
Evolved лазерний інтерферометр космічної антени (ELISA) є запропонована на основі космічних спостережень місії для виявлення гравітаційних хвиль. З пропонованих діапазоном чутливості ІФА, зливаються подвійні як GW150914 можна буде виявити близько 1000 років, перш ніж вони зливаються, забезпечуючи для класу раніше невідомих джерел для цієї обсерваторії, якщо вони існують протягом приблизно 10 мегапарсек.  LISA Pathfinder, місія розвиток технологій ELISA, був запущений в грудні 2015 року.

#### Уроки для зоряної еволюції і астрофізики
Маси двох до злиття чорних дір надати інформацію про зоряної еволюції. Обидві чорні діри були більш масивними, ніж раніше виявили зоряної маси чорних дір, які були виведені з рентгенівських подвійних спостережень. Це означає, що зоряний вітер від їх попередників зірок мало відносно слабким, і, отже, про те, що вмістом металів (масова частка хімічних елементів важче водню і гелію) повинні були нижче, ніж приблизно половину сонячного значення.
Той факт, що до злиття чорних дір були присутні в подвійній зоряній системі, а також той факт, що система була досить компактний, щоб об'єднати в віці Всесвіту, обмежень або еволюції подвійних зірок або динамічних сценаріїв формування, в залежності від того, наскільки була утворена чорна діра двійковий. Значне число чорних дір повинні отримати низькі внутрішньоутробні ногами (швидкість в чорному прибутку отвір в його формуванні у випадку з колапсом ядра наднової), інакше бінарні, в якому формування чорної діри наднової має місце буде порушений, і чорні діри в кулясті скупчення перевищить швидкість тікання кластера, і викидається перш ніж він зможе сформувати двійковий через динамічного взаємодії. Виживання через загальну оболонку фаз високих оборотах в масивних зірках попередників може бути необхідним. Більшість з останніх прогнозів моделі чорної діри дотримуватися цих додаткових обмежень.
Відкриття найбільшого злиття разі збільшує нижню межу швидкості таких подій, і виключає певні теоретичні моделі, передбачені дуже низькі ставки в розмірі менше 1 PC-3 рік-1 (одна подія на кубічний мегапарсек в рік). Аналіз призводило до зниження попередню верхню частоту обмеження на такі події, як GW150914 від ~140 Gpc−3yr−1 до 17+39
−13 Gpc−3yr−1.

#### Вплив на майбутні космічні спостереження
Спостереження обставляється як відкриваємо нову еру гравітаційно-хвильової астрономії. До цього виявлення, астрофізики і космологи змогли зробити зауваження засновані на електромагнітному випромінюванні (в тому числі видиме світло, рентгенівські промені, мікрохвилі, радіохвилі) і частинкоподібних потоків (космічних променів, зіркових вітрів, нейтрино тощо). Вони мають суттєві обмеження — легкий і інших випромінювань не може випромінюватися з багатьох видів об'єкта або особи, а також може бути прихована або приховано за іншими об'єктами. Такі об'єкти, як галактики і туманності також можуть поглинати,  повторно випромінювати або модифікувати світло, що генерується в межах або за ними, і компактні зірки або екзотичні зірки може містити матеріал, який є темним і радіо-мовчання, і в результаті ми маємо мало свідчень їх присутність крім як через їх гравітаційних взаємодій.
Масштаби цього «темної Всесвіту» дуже сильно — наприклад, навіть сьогодні навколо п'яти шостих (83 %) матерії у Всесвіті, як вважають, «темна матерія», і це питання не може бути задовільно спостерігалося або його природа визначені на нині, так як він не взаємодіє з електромагнітним випромінюванням, ні виробляти інші відомі частинки. Єдиний спосіб косметологи знають, що повинні існувати через його гравітаційних взаємодій — простіше кажучи, більшість галактик містять занадто мало видиму матерію, щоб тримати себе разом, так що вони повинні містити велику кількість «темної» матерії, що ми не в змозі виявити.
Як і сучасний Всесвіт, весь ранній Всесвіт був непрозорим, оскільки був період, коли космос був настільки енергійним, що він був "непрозорим", як зараз.
Здатність виявляти гравітаційні хвилі, додає новий вимір до самого спостереження. На відміну від світла, сила тяжіння може подорожувати в просторі на величезні проміжки часу і відстані, а матерія, яка не випромінює світло все ще може створювати гравітаційний ефект. Непрозорість зачіпаючи ранньому Всесвіті, здається, не може вплинути на гравітаційні хвилі з цього часу (якщо вони здатні бути виявленим) дозволяє вікно для спостереження космосу до самої ранньої часу, що ми в даний час можна переглянути. Гравітаційні хвилі також виставлені в космологічних подій, які можуть не виробляють світло або інше електромагнітне випромінювання, або де світло буде занадто спотворений — чорних дірок злиттів, що є одним з таких прикладів. Небесної тому, як вважають, дозволить зондування насильницьких астрофізичних подій спостережених досі, а також безпосереднього спостереження темної Всесвіту і самій ранній історії Всесвіту до спостереження на основі світла, радіо та інших електромагнітних хвиль стало можливим.

### Для фундаментальної фізики

#### Тести ЗТВ
Передбачувані фундаментальні властивості, маси і спина, пост-злиття чорної діри були сумісні з тими, з двох до злиття чорних дір, слідуючи прогнозам ЗТВ. Це перше передбачення загальної теорії відносності в режимі дуже сильного поля. Ніякі докази не можуть бути встановлені стосовно прогнозів ЗТВ.
Можливість була обмежена в цьому сигналі, щоб досліджувати більш складні складові загальної теорії відносності взаємодії, такі як хвости, вироблені взаємодією між гравітаційною хвилею і зігнутого тла простору-часу. Хоча помірно сильним сигналом, це значно менше, ніж при двохпульсарних системах. Слід сподіватися, що в майбутньому сильні сигнали, в поєднанні з більш чутливим детектором, можуть бути використані для вивчення складних взаємодій гравітаційних хвиль, а також для поліпшення обмеження на відхилення від ЗТВ.

#### Гравітація та її стосунок до інших основ Всесвіту
В даний час гравітація розуміється за допомогою теорії, наприклад ЗТВ, окремо від інших аспектів фізичного космосу, які, як правило, моделюються за допомогою стандартної моделі (на основі квантових полів). Спостереження гравітаційних хвиль може бути в змозі запропонувати, як подолати цей фундаментальний пробіл в нашому розумінні Всесвіту.

#### Жорсткіше обмеження на можливу масу гравітона
Гравітон це гіпотетична елементарна частинка, пов'язана з гравітацією, і буде безмасовою якщо, як видається, гравітація має нескінченний діапазон (чим масивніший калібрувальний бозон, тим коротше цей діапазон пов'язаної сили, так нескінченний діапазон світла є результатом відсутності фотона маси; припускаючи, що гравітон дійсно калібрувальний бозон майбутнього квантової теорії гравітації, нескінченний діапазон тяжкості означає, що передбачуваний гравітон також можна було б очікувати, щоб бути безмасовим). Спостереження з Inspiral трохи поліпшити (нижчий) верхня межа на масу Гравітон до 2,16 × 10-58 кг (що відповідає 1,2 × 10-22 еВ / c2 або довжин хвиль Комптонівська більше 1013 км, приблизно 1 світла річний).

## Також
- Гравітаційна хвиля
- Гравітаційно-хвильова астрономія
- Гравітаційно-хвильова обсерваторія